# 伊札氏非鯽
伊札氏非鯽，為輻鰭魚綱䲁形目麗魚科的其中一種，分布於非洲喀麥隆Ejagham湖流域，體長可達20公分，棲息在底層水域，生活習性不明。

## 擴展閱讀
維基物種上的相關：伊札氏非鯽